# Smile (アイドルグループ)
筑豊ご当地アイドルSmile(スマイル)は、福岡県筑豊地区を中心に活動するご当地アイドルグループである。
2012年5月9日、「歌とダンスと笑顔で筑豊から元気を発信します！」 というコンセプトのもと、オーディションを勝ち抜いた5名で発足。

## 来歴
2012年
- 4月　筑豊アイドルオーディション開催。オーディションで勝ち抜いた4名＋初代リーダー北野多喜の合計5名が選出される。
- 5月　筑豊ご当地アイドルSmile発足。コンセプトは「私達はまだ小さく幼いけど、歌とダンスと笑顔で筑豊から元気を発信します」。
- 9月　ステージデビュー。
- 10月 ‌‌‌ RKB「今日感テレビ」藤本一精の取材を受ける。

2013年
- 2月　飯塚観光協会認定「いいづか観光ＰＲ隊」就任。
- 初のオリジナルソング「Smile」を、ヤフオク！ドームのイベントにて初披露。
- 麻生太郎副総理から「いいづか観光PR隊」就任の祝福を受ける。
- 3月　秋葉原のアイドルイベントに出演。
- 5月　TVQ「きらり九州めぐり逢い」的場浩司の取材を受ける。
- 6月　二期生オーディション開催、約40名中から選ばれた14名が加わり、総勢19名となる。
- 8月　福岡県飲酒運転撲滅メッセンジャーズ就任。
- 9月　初のオリジナルCD「Smile」を発売。
- デビュー一周年記念、二期生ステージデビュー、北野多喜卒業ライブ。
- 10月 ‌‌ 飯塚市観光PRガイドブック「いいね！飯塚」の表紙に河野花凜が起用される。

2014年
- 1月　2.5期生の6名が加わり、総勢24名に。
- 5月　2.5期生ステージデビュー。
- 7月　ミニアルバム「 最高のSmile for you」を発売。
- 8月　100チーム以上が参加した「目指せトップアイドル～あるある甲子園～」に出場し、九州・中国代表に選出される。
- 10月 ‌‌ デビュー曲「Smile」がカラオケＤＡＭにて全国配信開始「リクエストＮｏ．５０５０－０６」
- 12月 ‌‌ 對間夢乃がモデル業に専念するため、グループを卒業。総勢23名。

2015年
- 3月　広島市へ移動中に、交通事故発生。メンバー4名が病院に搬送。
- 5月　3期生ステージデビュー。総勢25名。
- 6月　6日 愛知県名古屋市にて事故に遭ったメンバー全員復帰[1]。
- ‌‌‌ 宮崎和が学業専念のため、グループを卒業。総勢24名。
- 7月 ‌‌‌ 「ハナコイ～放つ恋の祈り～」がカラオケＤＡＭにて全国配信開始「リクエストＮｏ．５０６２－３５」
- 9月 ‌‌‌‌‌‌‌‌‌ ‌‌‌ 17日 井尻さよ・リースメイ・リースエマの3名が脱退[2]総勢21名。
- ‌‌‌ 27日 Smileデビュー3周年初ワンマンライブを飯塚セントラルホールにて開催。
- 12月 13日 Smileライブ其ノ漆～make progress～にて森澪歌（1期生）、岩井愛璃（2期生）、進村雪乃（2期生）、鈴木ゆい（2.5期生）の4名が学業へ専念のため、グループを卒業。[3]総勢17名。
- 15日 3rd Single「progress」タワーレコードにて全国リリース。（2タイプ同時発売）
- 「progress」オリコンデイリーランキング『4位』を獲得。[4]
- 「progress」オリコンウィークリーランキング『30位』を獲得。

2016年
- 2月　4D王＆4Dキング宣伝用PVに中谷萌が起用される。[5]
- 3月　Smileライブ番外編～七色の彼方へ～にて奥美琴（2期生）が卒業。総勢16名。
- 4月　2016年4月より東京を拠点にTEAM east（稲垣梨菜・mano・宮田那菜・高下恵里花）活動開始！。
- 【KYUSHU IDOL FILE 2016】4月22日発売（出版社: シンコーミュージック）に花凜・真恋・優花・萌・亜美・明星が掲載される。[6]
- ‌‌‌ 上京した「TEAM East」が音楽ナタリーに登場。[7]
- 5月　1日 渋谷サイクロンにてTEAM Eastが初の定期公演「Smileライブ Part.1」を開催。
- 6月　Smile＆Smile Team Eastが愛踊祭2016初参加。
- 7月 ‌‌‌‌‌‌ ‌‌‌ 23日 佐々木 涼帆がTEAM Eastへと移籍。[8]
- ‌‌‌ バラエティ番組「みんなの青春のぞき見TV TEEN!TEEN!」に、TEAM Eastの「Stating up」がエンディングテーマ曲に起用される。
- 8月 ‌‌‌‌‌‌ ‌‌‌ ‌‌‌ 21日 Smileデビュー4周年記念ワンマン～magic in summer～開催。筑豊＆TEAM East総勢16名の出演。相原明星（3期生）が卒業。総勢15名。
- 9月　Smile Team Eastの稲垣梨菜、廣瀬麻乃、佐々木涼帆、高下恵里花がSmileを卒業。総勢11名。[9]
- ‌‌‌ 9月30日を以ってSmile Team East解散。

2017年
- 7月 ‌‌‌ ‌‌‌ 29日 第三倉庫での『Smileライブmini』にて1年ぶりの新曲『IT'S ALL RIGHT』を披露。[10]
- 9月 ‌‌‌ ‌‌‌ 24日 Smile5周年ワンマンライブ開催。同時に安藤さや香（2.5期生）が卒業。総勢10名。[11]
- 12月 ‌‌17日 第三倉庫での『Smileライブmini～奇天烈ガールの旅立ち編～』にて石松優花（２期生）が卒業。総勢9名。[12]

2018年
- 4月 ‌‌‌‌‌‌ ‌‌‌ ‌‌‌ 1日 『TOKYO IDOL FESTIVAL 2018全国選抜LIVE 九州・沖縄ブロック in FUKUOKA』に出場。[13]
- 5月 ‌‌‌ 13日 『Smileライブmini～最後のエネルギーチャージ編～』にて新曲『春と君と僕と…』を披露。同時に河野花凜（1期生）が卒業。総勢8名。[14]
- 7月 ‌‌‌ 11日 契約違反行為発覚の為、宮田那菜（2期生）を11日付で契約解除。グループメンバーから脱退。総勢7名。[15]
- 9月 ‌‌‌ 26日 デビュー6周年ワンマンライブの開催が決定。2018年12月9日、evoL(福岡県福岡市中央区今泉1丁目17-16 プロスペリタ今泉Ⅲ)にて14時より開演予定。[16]
- 10月 ‌‌‌ 2日 ワンマンライブ開催と同時に、2期生である出利葉菜々子がグループから卒業することが発表される。[17]
- 12月 ‌‌‌ 9日 デビュー6周年ワンマンライブ～未来はこの手に～ 開催。同時に出利葉菜々子（2期生）が卒業。総勢6名。[18]

## メンバー
| 名前        | よみ          | ニックネーム         | 加入期 | 生年月日               | 備考 |
| ----------- | ------------- | -------------------- | ------ | ---------------------- | ---- |
| 河野 真恋   | かわの まこ   | まこ                 | 1期    | 2002年2月10日（23歳）  |      |
| 中谷 萌     | なかたに もえ | もえ                 | 2期    | 2000年10月1日（24歳）  |      |
| 佐々木 思歩 | ささき しほ   | しー                 | 2.5期  | 2003年10月17日（21歳） |      |
| 佐々木 瑳陽 | ささき さや   | さやー               | 2.5期  | 2003年10月17日（21歳） |      |
| 三井 由依奈 | みつい ゆいな | ゆいな               | 2.5期  | 2004年11月22日（20歳） |      |
| 早麻 亜美   | はやま あみ   | あみ～ゴ、こんにゃく | 3期    | 2000年11月16日（24歳） |      |

## 元メンバー
| 名前          | よみ            | 加入期 | 時期                 | 備考             |
| ------------- | --------------- | ------ | -------------------- | ---------------- |
| 北野 多喜     | きたの たき     | 1期    | 平成２５年９月卒業   |                  |
| 對間 夢乃     | つしま ゆめの   | 1期    | 平成２６年１２月卒業 |                  |
| 宮崎 和       | みやざき なごみ | 2期    | 平成２７年６月卒業   |                  |
| 井尻 さよ     | いじり さよ     | 2期    | 平成２７年９月脱退   |                  |
| リース メイ   | りーす めい     | 2期    | 平成２７年９月脱退   |                  |
| リース エマ   | りーす えま     | 2期    | 平成２７年９月脱退   |                  |
| 森 澪歌       | もり みおか     | 1期    | 平成２７年１２月卒業 |                  |
| 岩井 愛璃     | いわい あいり   | 2期    | 平成２７年１２月卒業 |                  |
| 進村 雪乃     | しんむら ゆきの | 2期    | 平成２７年１２月卒業 |                  |
| 鈴木 ゆい     | すずき ゆい     | 2.5期  | 平成２７年１２月卒業 |                  |
| 奥 美琴       | おく みこと     | 2期    | 平成２８年３月卒業   |                  |
| 相原 明星     | あいはら あかり | 3期    | 平成２８年８月卒業   |                  |
| 稲垣梨菜      | いながき りな   | 2期    | 平成２８年９月卒業   | ソロとして活動中 |
| 廣瀬 麻乃     | ひろせ まの     | 2期    | 平成２８年９月卒業   | SHiNY SHiNY      |
| 高下 恵里花   | たかした えりか | 2.5期  | 平成２８年９月卒業   | SHiNY SHiNY      |
| 佐々木 涼帆   | ささき すずほ   | 2期    | 平成２８年９月卒業   | SHiNY SHiNY      |
| 安藤 さや香   | あんどう さやか | 2.5期  | 平成２９年９月卒業   | ソロとして活動中 |
| 石松 優花     | いしまつ ゆうか | 2期    | 平成２９年１２月卒業 |                  |
| 河野 花凜     | かわの かりん   | 1期    | 平成３０年５月卒業   |                  |
| 宮田 那菜     | みやた なな     | 2期    | 平成３０年７月脱退   |                  |
| 出利葉 菜々子 | いでりは ななこ | 2期    | 平成３０年１２月卒業 |                  |

## ディスコグラフィー
2013年
- 9月 初のオリジナルＣＤ「Smile」を発売

2014年
- 7月 ミニアルバム「最高のSmile for youを発表」

2014年8月1日 CESM-0001
【収録】
1. エール
2. ハナコイ～放つ恋の祈り～
3. Smile
4. この世界で僕らに出来ないことはない
5. ai ai ai してる

2015年
- 12月 12月15日 ニューCD「progress」をタワレコより全国発売。

type-A（CESM-002）
1. progress
2. 夏花火
3. Fairway-song

type-B（CESM-003）
1. progress
2. Love is over?
3. 晴れた土曜の朝

## 事故
2015年3月28日、ワゴン車で中国自動車道を広島市へ移動中、山口県山口市徳地堀で横転事故にあい、乗っていた県外イベントに遠征する“選抜メンバー”6名と運転していた男性スタッフの合わせて7名のうち、メンバー4名が病院に搬送された。所属事務所は29日、公式サイトで森澪歌と中谷萌が通院での治療、稲垣梨菜が入院、岩井愛璃が長期入院することになったと発表した。いずれも復帰時期は未定。また、河野真恋と廣瀬麻乃についても、「本来なら自宅療養させるべきですが、本人達の意向もあり、出演出来ない4人の分まで、3月29日のイベントを一生懸命頑張らせていただきます」と説明した。
3月29日、飯塚市で催された2つのイベントには、他メンバーが出演。五穀神公園の「菰田さくらまつり」には、事故車に乗っていたものの負傷を免れた河野、廣瀬を含む12名が登場した。
メンバーの負傷状況は、岩井愛璃と稲垣梨菜が車外に投げ出されて重傷。岩井は頭と右腕に裂傷を負い、山口県内の病院に約1カ月入院する。稲垣も腰などを強打して入院したが、縫合手術などを終えて29日に退院し、今後は地元で通院治療する。森澪歌は足の骨にヒビが入った恐れ。中谷萌は腕を打撲。
選抜メンバーが負傷したことで、4月中の福岡県外での活動は中止になった。